# Sarıyahşi (district)
Sarıyahşi is een Turks district in de provincie Aksaray en telt 7.346 inwoners (2007). Het district heeft een oppervlakte van 279,6 km². Hoofdplaats is Sarıyahşi.
De bevolkingsontwikkeling van het district is weergegeven in onderstaande tabel.
| 1997   | 2000   | 2007  |
| ------ | ------ | ----- |
| 10.904 | 12.120 | 7.346 |

Ağaçören · Aksaray · Eskil · Gülağaç · Güzelyurt · Ortaköy · Sarıyahşi